# Единый налог на вменённый доход
Еди́ный нало́г на вменённый дохо́д (ЕНВД) — система налогообложения, действовавшая в России в 1998—2020 гг., заменяла уплату ряда налогов и сборов по определенным видам деятельности, сокращала контакты с фискальными службами. Вводилась в действие актами муниципальных районов, городских округов, городов федерального значения, применялся наряду с общей системой налогообложения.
С 1 января 2021 года система ЕНВД прекратила своё действие.

## Деятельность
ЕНВД мог применяться по решению муниципальных органов власти в отношении отдельных видов деятельности согласно п. 2 ст. 346.26. НК РФ:
- бытовые услуги;
- ветеринарные услуги;
- ремонт, техническое обслуживание и автомойка;
- автопарковка и автостоянка (за исключением штрафстоянки);
- автоперевозка пассажиров и грузов, но не более 20 транспортных средств;
- розничная торговля, осуществляемая через магазины и павильоны с площадью торгового зала не более 150 кв. м.;
- розничная торговля, осуществляемая через объекты стационарной торговой сети, не имеющей торговых залов, а также объекты нестационарной торговой сети;
- общественное питание с площадью зала обслуживания посетителей не более 150 кв. м.;
- общественное питание, осуществляемое через объекты организации общественного питания, не имеющие зала обслуживания посетителей;
- распространения наружной рекламы с использованием рекламных конструкций;
- размещения рекламы с использованием внешних и внутренних поверхностей транспортных средств;
- гостиницы общей площадью не более 500 кв. м.;
- аренда торговых мест, стационарной торговой сети, не имеющих торговых залов, объектов нестационарной торговой сети, а также объектов организации общественного питания, не имеющих зала обслуживания посетителей;
- аренда земельных участков для размещения объектов стационарной и нестационарной торговой сети, а также объектов организации общественного питания.

## Налоговая база
Налоговая база за месяц определялась произведением базовой доходности, значения физического показателя и коэффициента-дефлятора (К1), задаваемых федеральным законодательством, а также коэффициента К2, учитывающего особенности ведения деятельности и с возможностью изменения субъектами РФ. На федеральном уровне К2 ограничен пределами не менее 0,005 и не более 1.
Налоговая ставка задаётся налоговым кодексом и составляла 15%.
Налоговым периодом установлен квартал.
Налог является значимым источником доходов местных бюджетов потому, как за вычетом социальных налогов, в случае их оплаты, остаётся в муниципалитете.
С 2013 года ЕНВД стал добровольным.

## Уменьшение налога на социальные платежи
Налог уменьшается на следующие платежи:
- Фиксированные взносы предпринимателя и работников[5] (не более половины ЕНВД, всё, что выше можно считать платежами вне налога или 100 % ЕНВД, если у предпринимателя отсутствуют наёмные работники)
  - за предпринимателя в ПФР (ставка 26 % от МРОТ)
  - за предпринимателя в ФФОМС (5,1 % от МРОТ)
  - за работников в ПФР (ставка 22 % от заработной платы)
  - за работников в ФСС (2,9 % от заработной платы)
  - за работников в ФОМС (5,1 % от заработной платы)
- Оставшаяся сумма идёт в бюджет.

Функция распределения возложена на налогоплательщика (каждый пункт оплачивается отдельной квитанцией).

## Отчётность
Заполнить декларацию можно вручную на имеющихся бланках, а также с помощью специальных программ под распечатку, в том числе и предлагаемой бесплатно ГНИВЦ ФНС. Отчитаться можно, отправив декларацию при помощи почты. При количестве сотрудников более 50 человек отчитываться необходимо в электронном виде через специальные организации.